# Sybra discomaculata
Sybra discomaculata är en skalbaggsart som beskrevs av Stefan von Breuning 1950. Sybra discomaculata ingår i släktet Sybra och familjen långhorningar.
Artens utbredningsområde är Filippinerna. Inga underarter finns listade i Catalogue of Life.